# الاتحادية الفرنسية للأيكيدو والأيكيبودو والكينوميتشي
الاتحاد الفرنسي للأيكيدو وأيكيبودو والكينوميتشي. (بالفرنسية: Fédération française d'aïkido, aïkibudo et affinitaires)، تم إنشاؤه في عام 1983. يضم ثلاثة تخصصات وأنواع، أيكيدو، أيكيبودو وكينوميتشي، مُعتمدة من قبل وزارة المدينة للشبيبة والرياضة بموجب المرسوم المؤرخ 3 ديسمبر 2004 والذي نشر في 16 ديسمبر 2004. الاتحاد عضو في اتحاد اتحاد أيكيدو وهو الممثل الوحيد لفرنسا في الاتحاد الدولي للايكيدو. 

## روابط خارجية
- موقع رسمي